# Lutjanus goreensis
Lutjanus goreensis is een straalvinnige vissensoort uit de familie van snappers (Lutjanidae). De wetenschappelijke naam van de soort is voor het eerst geldig gepubliceerd in 1830 door Valenciennes.